# Maser

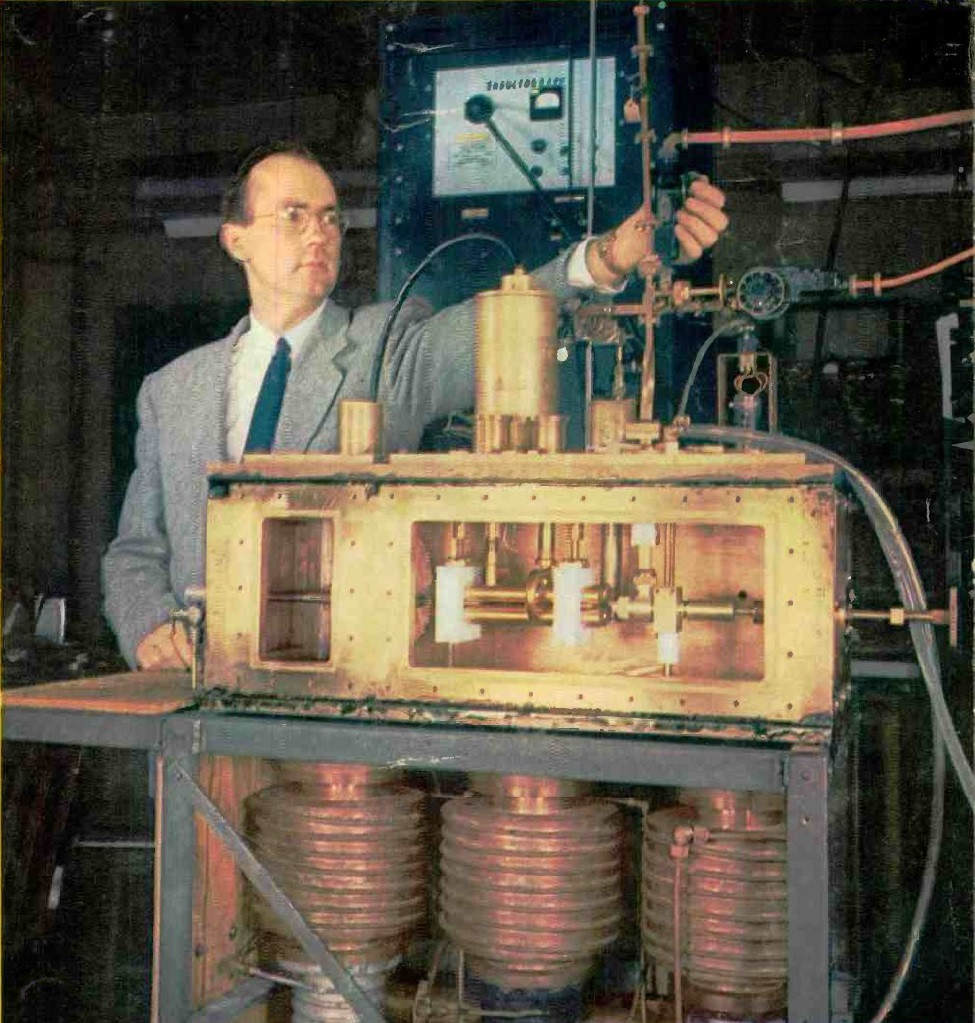
Den första prototypen av ammoniakmaser framför dess uppfinnare Charles H. Townes. Ammoniakmunstycket är till vänster i lådan, de fyra mässingsstavarna i mitten är den fyrpoliga tillståndsväljaren och resonanshåligheten är till höger. 24 GHz-mikrovågorna går ut genom den vertikala vågledaren Townes justerar. Längst ner finns vakuumpumparna.

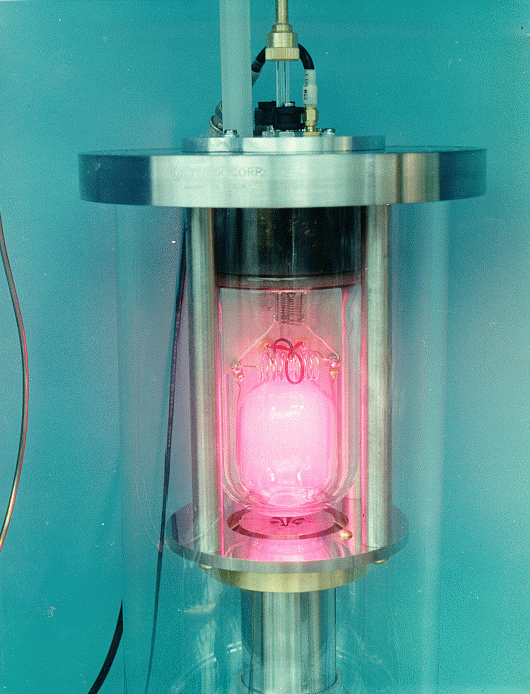
En radiofrekvent vätgasurladdning, det första elementet inuti en vätemaser (se beskrivning nedan)

En maser är en anordning som producerar koherent elektromagnetisk strålning som förstärks genom stimulerad emission. Benämningen är en akronym av engelska microwave amplification by stimulated emission of radiation, mikrovågsförstärkning genom stimulerad emission av strålning.
Funktionen grundar sig på att man, med hjälp av ett inhomogent elektriskt fält, i en molekylstråle väljer ut molekyler i ett metastabilt energitillstånd och låter dem passera genom en mikrovågsresonator. Där stimuleras de till att återgå till sitt normala energitillstånd under utsändning av mikrovågor genom påverkan av vågor med samma frekvens. Detta leder till kraftig förstärkning och till vågor vilkas fas och frekvens exakt överensstämmer med den stimulerade strålningens. Maserverkan kan också nås på andra sätt, bland annat genom användning av vissa kristaller. Masers används som tidmätare i atomklockor och som extremt lågbrusmikrovågsförstärkare i radioteleskop och markstationer för kommunikation med rymdfarkoster. 
Moderna masrar kan konstrueras för att generera elektromagnetiska vågor vid mikrovågsfrekvenser och radio- och infraröda frekvenser. Av denna anledning föreslog Townes att ersätta "mikrovågsugn" med "molekylär" som det första ordet i akronymen "maser".
Lasern fungerar enligt samma princip som masern, men producerar högrefrekvent koherent strålning vid synliga våglängder. Masern var föregångaren till lasern, inspirerande teoretiskt arbete av Townes och Arthur Leonard Schawlow som ledde till uppfinningen av lasern 1960 av Theodore Maiman. När den koherenta optiska oscillatorn först föreställdes 1957, kallades den ursprungligen "optisk maser". Detta ändrades slutligen till laser, för "ljusförstärkning genom stimulerad strålningsemission". Gordon Gould har tillskrivits att ha skapat denna akronym 1957.

## Historik
De teoretiska principerna som styr driften av en maser beskrevs först av Joseph Weber från University of Maryland, College Park vid Electron Tube Research Conference i juni 1952 i Ottawa, med en sammanfattning publicerad i juni 1953 Transactions of the Institute of Radio Engineers Professional Group on Electron Devices, och samtidigt av Nikolaj G. Basov och Aleksandr M. Prochorov från Lebedevinstitutet för fysik, vid en All-Union Conference on Radio-Spectroscopy som hölls av USSR Academy of Sciences i maj 1952, publicerad i oktober 1954.
Oberoende byggde Charles Hard Townes, James P. Gordon och H. J. Zeiger den första ammoniakmasern vid Columbia University 1953. Denna enhet använde stimulerad emission i en ström av energisatta ammoniakmolekyler för att producera förstärkning av mikrovågor med en frekvens på cirka 24,0 gigahertz. Townes samarbetade senare med Arthur L. Schawlow för att beskriva principen för den optiska masern, eller lasern, av vilken Theodore H. Maiman skapade den första fungerande modellen 1960.
För deras forskning inom området stimulerade emissioner tilldelades Townes, Basov och Prokhorov Nobelpriset i fysik 1964.

## Teknologi
Masern är baserad på principen om stimulerad emission som föreslogs av Albert Einstein 1917. När atomer har inducerats till ett exciterat energitillstånd kan de förstärka strålning med en frekvens som är speciell för det element eller den molekyl som används som masermedium (liknande vad som förekommer i lasermediet i en laser).
Genom att placera ett sådant förstärkningsmedium i en resonanshålighet skapas återkoppling som kan producera koherent strålning.

### Några vanliga typer
- Atomiska strålmasrar
  - Ammoniakmaser
  - Fri elektronmaser
  - Vätgasmaser
- Gasmasrar
  - Rubidiummaser
- Liquid-dye och kemisk laser
- Solid state masers
  - Ruby maser
  - Viskande-gallerilägen järn-safir maser
- Dubbel ädelgasmaser (dubbla ädelgasen i ett masingmedium som är opolärt.[8])

### 2000-talets utveckling
År 2012 utvecklade ett forskarlag från National Physical Laboratory och Imperial College London en solid-state maser som fungerade vid rumstemperatur genom att använda optiskt pumpad, pentacendopad p-terfenyl som förstärkarmedium. Den producerade pulser av maseremission med varaktighet av några hundra mikrosekunder.
Under 2018 visade ett forskarlag från Imperial College London och University College London kontinuerliga vågmaseroscillationer med hjälp av syntetiska diamanter som innehåller kvävevakansdefekter.

## Användning
Masers fungerar som frekvensreferenser med hög precision. Dessa "atomfrekvensstandarder" är en av de många formerna av atomur. Masers användes också som lågbrusmikrovågsförstärkare i radioteleskop, även om dessa till stor del har ersatts av förstärkare baserade på FET.
Under det tidiga 1960-talet utvecklade Jet Propulsion Laboratory en maser för att ge ultralågbrusförstärkning av S-bands mikrovågssignaler som tas emot från djuprymdsonder. Denna maser använde djupkylt helium för att kyla ner förstärkaren till en temperatur på 4 K. Förstärkning uppnåddes genom att excitera en rubinkam med en 12,0 gigahertz klystron. Under de första åren tog det dagar att kyla och ta bort föroreningarna från vätgasledningarna.
Kylning var en process i två steg, med en stor Lindeenhet på marken och en crosshead-kompressor inuti antennen. Den slutliga injektionen var vid 21 MPa genom en 150 μm-justerbar ingång till kammaren. Hela systemets brustemperatur sett på kall himmel (2,7 K i mikrovågsbandet) var 17 K. Detta gav ett så lågt brustal att rymdsonden Mariner 4 kunde skicka stillbilder från Mars tillbaka till jorden, även om uteffekten från dess radiosändare bara var 15 watt, och därför var den totala signaleffekten endast -169 decibel. med avseende på en milliwatt (dBm).

### Vätgasmaser

En vätemaser.

Vätemasern används som en atomfrekvensstandard. Tillsammans med andra typer av atomur bidrar dessa till att utgöra den internationella atomtidsstandarden ("Temps Atomique International" eller "TAI" på franska). Detta är den internationella tidsskalan som koordineras av Internationella byrån för mått och vikt. Norman F. Ramsey och hans kollegor tänkte först på masern som en tidsstandard. Nyare masers är praktiskt taget identiska med sin ursprungliga design. Maseroscillationer är beroende av den stimulerade emissionen mellan två hyperfina energinivåer av atomärt väte.
Här är en kort beskrivning av hur de fungerar:
- Först produceras en stråle av atomärt väte. Detta görs genom att utsätta gasen vid lågt tryck till en högfrekvent radiovågsurladdning (se bilden på denna sida).
- Nästa steg är "tillståndsval" - för att få en viss stimulerad emission är det nödvändigt att skapa en populationsinversion av atomerna. Detta görs på ett sätt som är mycket likt Stern–Gerlach-experimentet. Efter att ha passerat genom en bländare och ett magnetfält finns många av atomerna i strålen kvar i den övre energinivån av laserövergången. Från detta tillstånd kan atomerna sönderfalla till det lägre tillståndet och avge en del mikrovågsstrålning.
- En hög Q-faktormikrovågshålighet (godhetstal) begränsar mikrovågorna och återinjicerar dem upprepade gånger i atomstrålen. Den stimulerade emissionen förstärker mikrovågorna vid varje passage genom strålen. Denna kombination av förstärkning och återkoppling är det som definierar alla oscillatorer. Mikrovågskavitetens resonansfrekvens är avstämd till frekvensen för den hyperfina energiövergången för väte: 1 420 405 752 hertz.[16]
- En liten del av signalen i mikrovågshålan kopplas till en koaxialkabel och skickas sedan till en inkopplad radiomottagare.
- Mikrovågssignalen som kommer ut från masern är mycket svag, några picowatt. Frekvensen på signalen är fast och extremt stabil. Den koherenta mottagaren används för att förstärka signalen och ändra frekvensen. Detta görs med hjälp av en serie faslåsta slingor och en högpresterande kvartsoscillator.

## Astrofysiska masrar
Maserliknande stimulerad emission har också observerats i naturen från interstellärt utrymme och det kallas ofta "superradiant emission" för att skilja det från laboratoriemasrar. Sådan emission observeras från molekyler såsom vatten (H2O), hydroxylradikaler (•OH), metanol (CH3OH), formaldehyd (HCHO), kiselmonoxid (SiO) och karbodiimid (HNCNH). Vattenmolekyler i stjärnbildande regioner kan genomgå en populationsinversion och sända ut strålning vid cirka 22,0  GHz, vilket skapar den ljusaste spektrallinjen i radiouniversum. Vissa vattenmasrar avger också strålning från en rotationsövergång med en frekvens på 96 GHz.
Extremt kraftfulla masrar, förknippade med aktiva galaktiska kärnor, är kända som megamasrar och är upp till en miljon gånger kraftfullare än stjärnmasrar.